# Bitva o Očeretyne
Bitva o Očeretyne bylo vojenské střetnutí mezi ozbrojenými silami Ukrajiny a ozbrojenými silami Ruské federace během ruské invaze na Ukrajinu. Osada Očeretyne se nachází v doněcké oblasti 15 km severně od centra Avdijivky a asi 35 km severo-severozápadně od města Doněck. Město bylo považováno za důležitý prvek ukrajinské obrany Donbasu, protože se nachází na vyvýšené pozici a prochází zde železnice z města Pokrovsk

## Bitva
V důsledku obsazení Avdijivky ruskou armádou 17. ledna 2024 pokračoval průlom ruských jednotek dále na západ a dne 16. dubna začaly boje o město
Dle magazínu Forbes bylo do operace nasazeno zhruba 10 000 ruských vojáků, včetně vojáků z 15. samostatné motostřelecké brigády, 30. motostřelecké brigády, 74. samostatné gardové motostřelecké brigády, částí 90. gardové tankové divize a speciálních jednotek. Na druhé straně ukrajinské jednotky čítaly pouze 3 000 vojáků, včetně vojáků 23., 47., 100. a 115 mechanizované brigády, 25. výsadkové brigády, 3. útočné brigády a 425. útočného praporu.
Ve dnech 17. až 18. dubna ruské jednotky prolomily první linii ukrajinské obrany a postoupily až o 3 km podél železnice z Avdijivky a dosáhly jižního okraje Očeretyna a Novokalinovky. Dne 22. dubna dosáhly ruské jednotky centrální části města, dobyly železniční stanici a vztyčily vlajku na administrativní budově.
Ruská 30. motostřelecká brigáda prorazila do města a okamžitě přemohla ukrajinskou 115. mechanizovanou brigádu, která měla nahradit 47. mechanizovanou brigádu.
Podle velitele jedné z rot 47. mechanizované brigády, opustila 115. mechanizovaná brigáda pod ruským náporem bez povolení své pozice, což vedlo průlomu ruských jednotek a rychlému dobytí města.
Dne 28. dubna oznámil deník The Guardian dobytí Očeretyne, Soloviove a Novokalynove ruskými silami.

## Následky
Obsazení Očeretyne poskytlo ruským silám výhodnou vyvýšenou pozici k dalšímu postupu na západ od Avdijivky a umožnilo dobytí celé řady osad směrem k důležitému logistickému uzlu ukrajinských sil městu Pokrovsk.
Podle webu DeepStateMap.Live bylo dobytí Očeretyne nejrychlejším průnikem ruských sil na ukrajinském území posledních měsíců.